# Krutь
Krutь (стилізовано як KRUTЬ, справжнє ім'я Мари́на Вале́ріївна Кру́ть, нар. 21 лютого 1996, Хмельницький) — українська співачка, поетеса, композиторка і бандуристка.

## Життєпис

### Ранні роки
Марина Круть народилася 21 лютого 1996 року в Хмельницькому в сім'ї робітників. Закінчила Хмельницьку дитячу школу мистецтв за класом бандури.
Далі продовжила навчання в Хмельницькому музичному коледжі імені Владислава Заремби. За роки навчання стала переможницею та лавреаткою численних всеукраїнських та міжнародних конкурсів.
Марина Круть жила в досить скромній сім'ї та вже з 15 років почала заробляти самостійно, граючи на різних заходах. Зі своїх перших заробітків бандуристка назбирала на свій перший альбом, а після закінчення навчання поїхала працювати до Китаю, щоб заробити на розвиток своєї творчості.
Сольний проєкт, для якого Марина Круть самостійно пише пісні, називається «KRUTЬ». Вона характеризує свій стиль як інді-соул зі звучанням бандури.

### 2017—2019
У 2017 році KRUTЬ взяла участь у восьмому сезоні талант-шоу «X-Фактор», де виконала пісню «Hallelujah». Отримавши чотири «так» вона пройшла до тренувального табору. У таборі виконала пісню Тіни Кароль «Ноченька» і пройшла до наступного етапу. У будинку суддів перед NK KRUTЬ виконала пісню гурту «Океан Ельзи» «Така, як ти», але не пройшла до прямих ефірів шоу.
У 2018 році KRUTЬ випустила дебютний альбом «Arche», а 2019 року — мініальбом «Albino».

### 2020: Відбір на «Євробачення-2020»
5 лютого 2020 року KRUTЬ презентувала пісню «99», з якою боролась за право представляти Україну на міжнародному пісенному конкурсі «Євробачення-2020». Саме з цією композицією Марина Круть виступила у першому півфіналі національного відбору 8 лютого 2020 року під номером «4». За результатами голосування співачка отримала найвищі бали журі та глядачів — 16 (судді — 8, глядачі — 8), тож пройшла до фіналу відбору, де разом з нею змагалися ще 5 виконавців. У фіналі відбору Марина Круть посіла третє місце, отримавши від суддів 5 балів, а від глядачів — 4.